# Спаський район (Нижньогородська область)
Спаський район (рос. Спасский район) — адміністративно-територіальна одиниця (район) та муніципальне утворення (муніципальний район) у східній частині Нижньогородської області Росії.
Адміністративний центр — село Спаське.

## Історія
Район було утворено 1929 року.

## Населення
| 1939    | 1959    | 1970    | 1979    | 1989    | 2002    | 2008    |
| ------- | ------- | ------- | ------- | ------- | ------- | ------- |
| 50 558  | ↘37 057 | ↘25 005 | ↘19 708 | ↘16 204 | ↘13 533 | ↘11 575 |
| 2009    | 2010    | 2011    | 2012    | 2013    | 2014    | 2015    |
| ↘11 223 | ↘10 998 | ↘10 919 | ↘10 551 | ↘10 415 | ↘10 202 | ↘9958   |
| 2016    | 2017    |         |         |         |         |         |
| ↘9834   | ↘9698   |         |         |         |         |         |